# Aeroporto Internazionale di Ixtapa-Zihuatanejo
L'Aeroporto Internazionale di Ixtapa-Zihuatanejo è un aeroporto internazionale situato vicino alle città di Ixtapa e  Zihuatanejo, verso la costa pacifica, nella regione Guerrero, nel Messico.